# Cobertura Previdenciária Estimada
A Cobertura Previdenciária Estimada (COPES) é um procedimento administrativo adotado pelo INSS do Brasil que estima o tempo de alta do segurado para a concessão de um benefício. Já no ato da perícia médica o segurado tem o seu tempo de cura pré-estimado pelo médico perito. 